# Walter Tiemann (Politiker)
Walter Tiemann (* 12. März 1926 in Kiel; † 11. September 1986) war ein deutscher Politiker (SPD). Er war von 1962 bis 1975 Mitglied des Landtags von Schleswig-Holstein.

## Leben
Walter Tiemann absolvierte nach der Mittelschule eine Berufsausbildung als Laborant und arbeitete dann Laborant und als Berufsberater. Er besuchte eine Höhere Abendschule und studierte danach an der Hamburger Akademie für Wirtschaft und Politik. Er war anschließend bis 1958 als Gewerkschaftssekretär beim Deutschen Gewerkschaftsbund (DGB) in Kiel angestellt. Von 1958 bis 1966 war er geschäftsführender Vorsitzender des DGB für den Kreis Neumünster-Segeberg.
Tiemann war 1948 in die SPD eingetreten. In der Partei war er später zeitweise 1. Vorsitzender des Kreisverbandes Neumünster und Mitglied des schleswig-holsteinischen Landesvorstandes.
Im Jahr 1959 wurde er in den Rat der Stadt Neumünster gewählt, ab 1967 war er dort Stadtrat und Dezernent. In Neumünster war er als Vorstandsmitglied der Tiergarten-Vereinigung tätig, Mitglied des Aufsichtsrates der Wohnungsbau GmbH und weiterer kommunaler Organisationen. Er war für die Stadt zudem Mitglied des Gesundheitsausschusses des Deutschen Städtetages.
Bei den schleswig-holsteinischen Landtagswahlen 1962 und 1967 wurde Tiemann jeweils als Direktkandidat der SPD im Wahlkreis 23 bzw. 24 (Neumünster) in den Kieler Landtag gewählt. Bei der Wahl im Jahr 1971 zog er über die Landesliste der SPD für eine dritte Legislaturperiode in den Landtag ein. Insgesamt war er Landtagsabgeordneter vom 29. Oktober 1962 bis zum 24. Mai 1975. Während seiner Zeit im Landtag war er von Mai 1967 bis Mai 1971 Vorsitzender des Ausschusses für Volksgesundheit, von Mai 1971 bis Mai 1975 Vorsitzender des Sozialausschusses sowie einfaches Mitglied in weiteren Ausschüssen des Landtags.
Im Jahr 1968 war er im Gespräch als möglicher SPD-Kandidat für den Bundestagswahlkreis 5 (Rendsburg-Neumünster) als Alternative zum im Landesverband seinerzeit umstrittenen Kandidaten Reinhold Rehs.
Tiemann nahm an der vierten und sechsten Bundesversammlung teil, bei denen am 1. Juli 1964 Heinrich Lübke und am 15. Mai 1974 Walter Scheel zum Bundespräsidenten gewählt wurden.
Tiemann war verheiratet und Vater zweier Kinder.